# Giambattista Basile
Giambattista Basile (Giugliano in Campania, 1566 - Giugliano in Campania 1632) va ser un escriptor conegut per escriure un recull de contes en napolità, Lo cunto de li cunti overo lo trattenemiento de peccerille, que va publicar pòstumament la seva germana en dos volums el 1634 i 1636. Van ser escrits seguint el model del Decameró de Giovanni Boccaccio, per la qual cosa és conegut com a el Pentameró des de 1674. Basile va recollir els contes durant els seus viatges entre Creta i Venècia, i molts d'ells, posteriorment, van ser adaptats per Charles Perrault i els Germans Grimm.
Nascut en el si d'una família de classe mitjana napolitana i germà de la compositora i cantant Adriana Baroni-Basile, va servir com a militar per a diversos prínceps italians i pel Dux venecià. Va ser durant una estada a Venècia quan va començar a escriure poesia. De tornada a Nàpols va estar sota la protecció de Caracciolo d'Avellino.